# 박수영 (1970년)
박수영(1970년 3월 15일 ~ )은 대한민국의 배우이다.

## 배우 활동
2011년 SBS 드라마 《내일이 오면》에서 인기를 모았고, 2011년 영화 《완득이》에서 완득이(유아인 분) 아빠 역으로 유명세를 탔다. 2016년 영화 《덕혜옹주》에서 영친왕으로 존재감을 알렸다.

### 영화
- 1998년 영화 《봄》 ... 정현 역
- 1999년 영화 《박하사탕》 ... 공원 4 역
- 2003년 영화 《싱글즈》 ... 지하철 승객 역
- 2003년 영화 《사춘기》
- 2004년 영화 《말죽거리 잔혹사》 ... 정치경제 선생님 역
- 2004년 영화 《마지막 늑대》 ... 승무원 역
- 2005년 영화 《형사 Duelist》 ... 주막 사람들 역
- 2006년 영화 《양아치어조》 ... 구경꾼 1 역
- 2006년 영화 《뚝방전설》 ... 경찰 역
- 2006년 영화 《타짜》 ... 고니 삼촌 역
- 2007년 영화 《궁녀》 ... 서고 관료 역
- 2008년 영화 《영화는 영화다》 ... 이 실장 역
- 2008년 영화 《사과》 ... 상훈 친구 역
- 2008년 영화 《오프라인》 ... 박 경사 역
- 2008년 영화 《윙잉잉》
- 2009년 영화 《이태원 살인사건》 ... 최 계장 역
- 2009년 영화 《전우치》 ... 대감 아들 역
- 2010년 영화 《의형제》 ... 지방경찰서 계장 역
- 2011년 영화 《꼭 껴안고 눈물 핑》 ... 털보 역
- 2011년 영화 《완득이》 ... 완득이 아버지 역
- 2011년 영화 《건축학개론》 ... 구 소장 역
- 2012년 영화 《두 번의 결혼식과 한 번의 장례식》 ... 왕 언니 역
- 2012년 영화 《무서운 이야기 Part Ⅰ》 ... 이사 역
- 2013년 영화 《변호인》 ... 엄태남 역
- 2014년 영화 《우아한 거짓말》 ... 임씨 역
- 2014년 영화 《타짜: 신의 손》 ... 창식 역
- 2014년 영화 《카트》 ... 점장 역
- 2015년 영화 《조선명탐정: 사라진 놉의 딸》 ... 의뢰남 역
- 2016년 영화 《오빠생각》 ... 박 대령 역
- 2016년 영화 《특별수사: 사형수의 편지》 ... 항주 역
- 2016년 영화 《덕혜옹주》 ... 영친왕 역
- 2017년 영화 《걱정말아요》 ... 주방장 역
- 2017년 영화 《불한당: 나쁜 놈들의 세상》 ... 장 목사 역
- 2017년 영화 《7호실》 ... 건물 관리인 역
- 2018년 영화 《협상》 ... 최 과장 역
- 2019년 영화 《오늘, 우리》 ... 아버지 역
- 2021년 영화 《어른들은 몰라요》 ... 교장 역
- 2023년 영화 《낭만적 공장》 ... 낙봉 역
- 2023년 영화 《제비》 ... 김 과장 역
- 2023년 영화 《다음 소희》 ... 교감 역
- 2024년 영화 《대가족》 ... 인행스님 역
- 2024년 영화 《하이재킹》

### 드라마
- 2007년 tvN 수요 미니시리즈 《로맨스 헌터》
- 2011년 SBS 주말극장 《내일이 오면》 ... 이진규 역
- 2013년 JTBC 월화 미니시리즈 《무정도시》 ... 양 반장 역
- 2013년 KBS 드라마스페셜 《마귀 - 파발, 지옥을 달리다》 ... 공씨 역
- 2014년 tvN 월화드라마 《고교처세왕》 ... 윤동재 역
- 2014년 SBS 드라마스페셜 《괜찮아, 사랑이야》 ... 임 박사 역
- 2014년 SBS 드라마스페셜 《피노키오》 ... 정기봉 역
- 2015년 KBS Drama 수목드라마 《Miss 맘마미아》 ... 심석봉 역
- 2015년 OCN 주말드라마 《아름다운 나의 신부》 ... 조충선 역
- 2015년 JTBC 주말드라마 《송곳》
- 2016년 KBS2 수목드라마 《함부로 애틋하게》 ... 남궁 대표 역
- 2016년 JTBC 금토드라마 《이번주, 아내가 바람을 핍니다》 ... 박영수 역
- 2017년 MBC 월화 특별기획 드라마 《역적 : 백성을 훔친 도적》 ... 김자원 역
- 2017년 KBS2 2부작 월화 드라마 《개인주의자 지영씨》 ... 부동산업자 역
- 2017년 OCN 주말드라마 《나쁜 녀석들 : 악의 도시》 ... 신주명 역
- 2018년 tvN 드라마 스테이지 《마지막 식사를 만드는 여자》 ... 교도소장 역
- 2018년 tvN 수목드라마 《나의 아저씨》 ... 제철 역
- 2018년 MBC 수목드라마 《이리와 안아줘》 ... 표택 역
- 2018년 MBC 수목드라마 《붉은 달 푸른 해》 ... 홍기태 역
- 2018년 KBS2 월화드라마 《땐뽀걸즈》 ... 교감선생님 역
- 2019년 JTBC 월화드라마 《눈이 부시게》 ... 택시기사 역
- 2019년 KBS2 수목드라마 《닥터 프리즈너》 ... 오철민 역
- 2020년 SBS 금토드라마 《하이에나》 ... 조우석 역
- 2020년 tvN 토일드라마 《하이바이, 마마!》 ... 차무풍 역
- 2020년 KBS2 수목드라마 《영혼수선공》 ... 오기태 역
- 2020년 tvN 월화드라마 《청춘기록》 ... 사영남 역
- 2021년 카카오TV 오리지널 드라마 《며느라기》  ... 제주공방 사장 역
- 2022년 JTBC 토일드라마 《나의 해방일지》 ... 박상민 역
- 2022년 MBC 수목드라마 《일당백집사》 ... 백달식 역
- 2023년 KBS2 수목드라마 《어쩌다 마주친, 그대》 ... 이형만 역
- 2024년 tvN 토일드라마 《감사합니다》 … 구석구 역
- 2024년 U+모바일tv 오리지널 드라마 《노 웨이 아웃 : 더 룰렛》 … 경찰서장 역 (특별출연)
- 2025년 tvN 월화드라마 《원경》 … 황엄 역
- 2025년 Disney+ 오리지널 드라마 《트리거》 … 손희원 역
- 2025년 JTBC 토일드라마 《천국보다 아름다운》 ... 지옥 전반을 관리하는 팀장 역
- 2025년 tvN 월화드라마 《첫, 사랑을 위하여》 … 고 이장의 남편 역

### 수상
- 2007년 히서연극상 기대되는 연극인상
- 2006년 연극협회 2006남자연기상